# YouTube Vanced
YouTube Vanced war eine Modifikation zur offiziellen Android-YouTube-App, jedoch ohne Werbung, mit einem OLED-Dunkelmodus, Dislike-Zähler und anderen Funktionen. Laut den Entwicklern gab es 2020 ungefähr 11 Millionen Nutzer auf der Welt, Indien und Brasilien seien die Länder mit den meisten Nutzern. Im März 2022 wurde die Entwicklung von YouTube Vanced aus rechtlichen Gründen eingestellt. Bisherige App-Installationen funktionieren vorerst weiterhin.

## Geschichte
YouTube Vanced wurde erstmals von xfileFIN, KevinX8, Laura Almeida und ZaneZam in der Kommentarsektion einer anderen YouTube-Modifikation „iYTBP“ veröffentlicht. Die originale non-root-Version konnte per einer modifizierten Version von microG mit einem Google-Konto verknüpft werden und diente als In-App-Werbeblocker. Am 4. März 2018 erstellten die Entwickler von YouTube Vanced einen eigenen Thread und trennten sich von der Kommentarsektion von iYTBP. Nachdem die Entwickler ein auf YouTube Vanced basierendes NFT über ihren Twitter-Account angekündigt hatten, wurde am 13. März 2022 angekündigt, dass die App eingestellt wird. Dies geschehe aus rechtlichen Gründen. Auf Telegram gaben die Entwickler an, dass bisherige App-Installationen weiterhin funktionieren sollen.
Mit ReVanced existiert ein inoffizielles Nachfolgeprojekt von Vanced. Während Vanced direkt den proprietären Code von Google verbreitete, enthält das Open-Source-Projekt ReVanced keinen proprietären Code, sondern funktioniert durch Patchen der offiziellen App, die der Nutzer installiert hat. ReVanced verfügt über ähnliche Funktionen wie Vanced und ist in der Lage neben YouTube auch Apps wie Twitter und TikTok zu modifizieren.

## Funktionen
- Ein eingebauter Werbeblocker, inklusive Kanal-Whitelist, die auf vom Nutzer ausgewählten Kanälen Werbung anzeigt. Außerdem können Werbungen wie Film-Banner, Merchandise-Artikel etc. entfernt werden (optional).
- Ein verbesserter Dunkelmodus, der die graue Farbe der Original-App auf schwarz abdunkelt, und so OLED-Displays schützt und Einbrennungen im Display verhindert (optional).
- Ein „Dislike-Zähler“, der die Daumen runter Zahl wiederherstellt, da YouTube diese Funktion entfernen ließ. Diese Modifikation funktioniert wegen einer Erweiterung namens „returnyoutubedislike“ (optional).[4]
- Eine Erweiterung namens „SponsorBlock“[5] wurde eingebaut, die gesponserte Elemente in YouTube-Videos automatisch überspringt, oder eine Option anzeigt, ein Segment zu überspringen (optional).
- Ein „Picture-in-Picture“-Modus (PiP) wurde ebenfalls eingebaut. Es erlaubt, YouTube-Videos in einer Miniplayer-Ansicht außerhalb der YouTube-App anzusehen. Dieser Modus unterstützt auch ausgeschaltete Displays (optional).
- „Swipe Controls“ wie in Videoplayern wie VLC wurden in den Vollbildschirmmodus eingebaut (optional).
- Der Tablet-Miniplayer, der normal nur auf Tablets verfügbar ist, wurde in die Mobilversion eingebaut (optional).
- VP9 kann erzwungen werden (optional).
- Nutzung einer älteren Version des „Qualität-Auswahl“-Tabs in der Mobil-App (optional).

## Installation
YouTube Vanced konnte über eine App namens „Vanced Manager“ heruntergeladen werden. Diese App war auf der offiziellen Website von Vanced erhältlich.

## Legalität
YouTube Vanced ist in einer legalen Grauzone, es verstößt aber gegen die Richtlinien von YouTube.